# Lothar Baier
Lothar Baier (* 16. Mai 1942 in Karlsruhe; † 11. Juli 2004 in Montreal, Kanada) war ein deutscher Schriftsteller, Literaturkritiker und Übersetzer.

## Leben und Werk
Lothar Baiers Vater Karl Baier war Gymnasialprofessor in Karlsruhe. Er studierte Germanistik, Philosophie und Soziologie. Neben längeren Aufenthalten in Frankreich, England, den USA und Kanada, lebte er überwiegend in Frankfurt am Main.
In den Jahren 1962/1963 zählte Baier neben Gerd Hemmerich, Jochen Meyer, Wolf Wondratschek und Heinz Ludwig Arnold zum Redaktionskollegium des ersten Heftes der literaturwissenschaftlichen Zeitschrift Text + Kritik.
In seinem Werk beschäftigte sich Baier seit den 1970er Jahren vor allem kritisch mit den Nachwirkungen und der Verarbeitung des Nationalsozialismus sowie mit der frankophonen Kultur. Bei seinem Tod gehörte er auch in Frankreich „noch immer zu den bekanntesten deutschen Intellektuellen“. Baier publizierte zahlreiche Aufsätze in namhaften Zeitschriften – darunter dem Merkur, dem Kursbuch und TransAtlantik, in späteren Jahren auch im Wespennest –, arbeitete für den Rundfunk – insbesondere für den Deutschlandfunk – und veröffentlichte regelmäßig Beiträge in Tages- und Wochenzeitungen, anfangs für den Literaturteil der F.A.Z., später für die Frankfurter Rundschau, die taz, die Süddeutsche Zeitung, aber auch Le Monde diplomatique. Er war dreißig Jahre lang Mitarbeiter der Zeit. Seit dem Fall der Berliner Mauer arbeitete er insbesondere für den Freitag. Seit 1984 schrieb er für die Schweizer Wochenzeitung WoZ. Von 1997 bis 2003 war er dort Redakteur und seit Januar 1998 für das Gesellschaftsressort verantwortlich, das damals viel beachtet wurde. Im Zuge des Relaunchs der Zeitung schied er aus der Redaktion aus, weil die von ihm betreute Seite gestrichen wurde.
Baier übersetzte  Jules Verne, Jean-Paul Sartre (dessen literarisches Werk er auch in der deutschen Fassung herausgab), Paul Nizan, André Breton und Georges Simenon aus dem Französischen ins Deutsche.
Seit den 1980er Jahren publizierte er sein essayistisches Werk auch in Buchform, beginnend mit dem Band Französische Zustände, der im Jahr 1982 bei der Europäischen Verlagsanstalt erschien und in dem er sich mit der französischen Gesellschaft im Übergang zur Präsidentschaft von François Mitterrand beschäftigte. Manche hielten es für sein „wichtigstes Buch“. Aus der deutschen Perspektive dominierten in dieser Zeit beim Blick nach Frankreich die postmodernen Philosophen, aber auch der Aufstieg der Neuen Rechten um Le Pen. Ein kritisches Fazit der Ära Mitterrand zog er in seinem Buch Firma Frankreich. Eine Betriebsbesichtigung, das 1988 im Verlag Klaus Wagenbach erschien.
Für die taz verfolgte Baier 1987 den Prozess über Klaus Barbie in Lyon. Als einziger deutscher Journalist berichtete er acht Wochen lang über jeden Verhandlungstag, von der ersten Sitzung bis zur Urteilsverkündung.
Sein Buch über die Verfolgung der Katharer (1984) und seine Erzählung Jahresfrist (1985) zeigen, wie weit gespannt seine Interessen waren.
Im Jahr 1995 trat Baier aus dem bundesdeutschen P.E.N. aus.
Seit 1992 nahm Baier Gastprofessuren an der Universität Montreal wahr, wohin er 2001 übersiedelte. Er fühlte sich im deutschen literarischen Betrieb zunehmend ausgegrenzt, weil er die Folgen des Zusammenschlusses der beiden deutschen Staaten kritisch sah. Auf Vermittlung des damaligen Freitag-Mitherausgebers Christoph Hein publizierte er 1993 im Berliner Aufbau Verlag einen Band mit zeitkritischen Arbeiten zu diesen Jahren (Die verleugnete Utopie).
Baier schied in Montreal durch Freitod aus dem Leben, bedingt durch Depressionen, an denen er lange Zeit erkrankt war. Er wurde am 11. Juli 2004 in seiner Wohnung aufgefunden.

## Auszeichnungen, Ehrungen
- Jean-Améry-Preis für Essayistik, 1982
- Johann-Heinrich-Merck-Preis für literarische Kritik und Essay der Deutschen Akademie für Sprache und Dichtung, 1989
- Heinrich-Mann-Preis der Akademie der Künste (Berlin), 1994
- Chevalier del'Ordre des Arts et des Lettres des französischen Kulturministeriums, 1996
- Gerrit-Engelke-Preis der Stadt Hannover, 2003
- Salle Lothar-Baier (Lothar-Baier-Saal) an der Universität Montreal, Veranstaltungsraum des „Centre canadien d’études allemandes et européennes“ CCEAE – Canadian Centre for German and European Studies CCGES", eine Institution in Zusammenarbeit mit dem DAAD u. a.

## Schriften
- als Hg.: Über Ror Wolf. Suhrkamp, Frankfurt 1972
- Die große Ketzerei. Verfolgung und Ausrottung der Katharer durch Kirche und Wissenschaft. Wagenbach, Berlin 1984, ISBN 3-8031-2108-6; Neuausg. ebd. 2001
- mit Norbert Seitz (Hrsg.): Die Unfähigkeit zu feiern. Der 8. Mai. Verlag Neue Kritik, Frankfurt am Main 1985, ISBN 978-3-8015-0199-0.
- Französische Zustände. Berichte und Essays. Europäische Verlagsanstalt, Frankfurt 1982; überarb. und erw. Ausg. Fischer Taschenbuch, Frankfurt 1985, ISBN 3-596-24337-8.
- Jahresfrist. Erzählung. Fischer, Frankfurt 1985
- Firma Frankreich. Eine Betriebsbesichtigung. Wagenbach, Berlin 1988, ISBN 3-8031-2155-8.
- Gleichheitszeichen. Streitschriften über Abweichung und Identität. Wagenbach, Berlin 1985
- Un allemand né de la dernière guerre. Essai. Complexe, Brüssel 1985 u. ö.; wieder Calmann-Lévy, Paris 1989
- Volk ohne Zeit. Essay über das eilige Vaterland. Wagenbach, Berlin 1990
- Zeichen und Wunder. Kritiken und Essays. Tiamat, Berlin 1990
- als Hg.: Christoph Hein. Texte, Daten, Bilder. Luchterhand, Frankfurt am Main 1990
- Die verleugnete Utopie. Zeitkritische Texte. Aufbau, Berlin 1993, ISBN 3-7466-0206-8.
- Ostwestpassagen. Kulturwandel – Sprachzeiten. Antje Kunstmann, München 1995
- Keine Zeit. 18 Versuche über die Beschleunigung. Antje Kunstmann, München 2000 (auch in frz. und ital. Übers.)
- Lothar Baier, Pierre Filion (Hrsg.): Anders schreibendes Amerika. Eine Anthologie der Literatur aus Quebec 1945–2000. Das Wunderhorn, Heidelberg 2000, ISBN 3-88423-164-2.
- Was wird Literatur? Antje Kunstmann, München 2001, ISBN 3-88897-284-1.
- Ruanda. Ein kanadischer Roman und der Bericht eines kanadischen Uno-Generals befassen sich mit der ruandischen Tragödie. Liebe in Zeiten des Genozids. WoZ, 15. April 2004
- „Ich gab dem Teufel die Hand.“ Liebe in Zeiten des Genozids. Ein kanadischer Ruanda-Roman und ein kanadisches Ruanda-Zeugnis. Der Freitag, 30. April 2004